# Angaria scobina
Angaria scobina is een uitgestorven slakkensoort uit de familie van de Angariidae. De wetenschappelijke naam van de soort werd voor het eerst geldig gepubliceerd in 1823 door Brongniart als Turbo scobina.